# Selca kod Starog Grada
Selca kod Starog Grada su naselje na otoku Hvaru. 
Administrativno pripadaju Gradu Starom Gradu.

## Kultura
Ruralna cjelina Selca su zaštićena cjelina kulturnih dobara.

## Stanovništvo
Na popisima do 1961. naselje je iskazivano pod imenom Selca, u 1961. i 1971. pod imenom Selca kod Starigrada. Do 1991. iskazivano je pod imenom Selca kod Staroga Grada. U 1869. podaci su sadržani u naselju Stari Grad.
| broj stanovnika | 97    |       | 166   | 162   | 185   | 172   | 172   | 111   | 103   | 89    | 80    | 53    | 41    | 22    | 20    | 17    | 9     |
|                 | 1857. | 1869. | 1880. | 1890. | 1900. | 1910. | 1921. | 1931. | 1948. | 1953. | 1961. | 1971. | 1981. | 1991. | 2001. | 2011. | 2021. |

## Poznate osobe
Poznate osobe iz Selaca i podrijetlom iz Selaca.
- Mihovil Jordan Zaninović, hvarski biskup
- Dino Petrić, hrv. glazbenik[5]